# Grażyna Jasińska-Wiśniarowska
Grażyna Jasińska-Wiśniarowska (ur. 30 maja 1946 w Warszawie, zm. 8 stycznia 2013 tamże) – polska montażystka filmowa.

## Kariera zawodowa

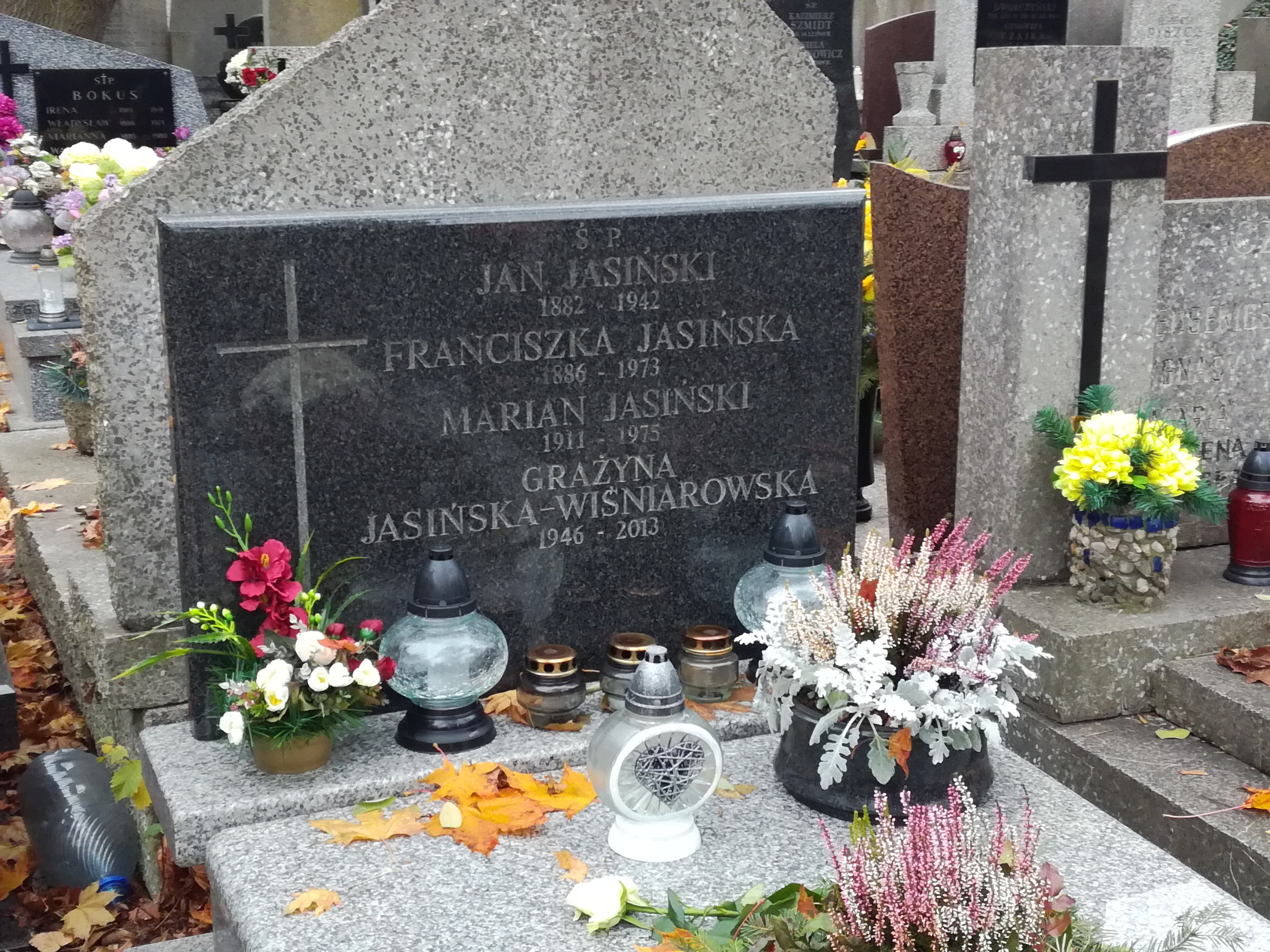
Grób Grażyny Jasińskiej-Wiśniarowskiej na cmentarzu Bródnowskim

Pierwszym filmem, który samodzielnie zmontowała były „Ręce do góry” w reżyserii Jerzego Skolimowskiego. W dorobku zawodowym Grażyny Jasińskiej-Wiśniarowskiej znajduje się wiele filmów zaliczanych do klasyki polskiego kina m.in. „Pamiętnik znaleziony w garbie” Jana Kidawy-Błońskiego, „Kiedy rozum śpi” Marcina Ziębińskiego i „Faustyna” Jerzego Łukaszewicza. Pod koniec lat 90. XX wieku poświęciła się montażowi filmów dokumentalnych.
W 2005 została uhonorowana nagrodą Prezesa TVP w kategorii: montażysta za „najwyższy poziom warsztatowy i montaż noweli dokumentalnej „Kochaj mnie”. Pochowana na cmentarzu Bródnowskim w Warszawie (kwatera 26B-4-9).

## Filmografia
- 1981 – Białe tango;
- 1982 – Jest mi lekko;
- 1983 – Żeniac;
- 1983 – Bardzo spokojna wieś;
- 1984 – Pan na Żuławach;
- 1985 – Temida (odc. 2 „Powrót po śmierć”);
- 1985 – Kacperek;
- 1986 – Lucyna;
- 1987 – Wielkie oczy;
- 1987 – Śmieciarz;
- 1987 – Sala nr 6;
- 1988 – Zakole;
- 1988 – Mecz;
- 1990 – Kamienna tajemnica;
- 1991 – 30 Door Key;
- 1992 – Pamiętnik znaleziony w garbie;
- 1992 – Kiedy rozum śpi;
- 1993 – Plecak pełen przygód;
- 1993 – Łowca. Ostatnie starcie;
- 1994 – Faustyna;
- 1995 – Sukces...;
- 1996 – Tajemnica Sagali;
- 1997 – Historia o proroku Eliaszu z Wierszalina;
- 1998 – Gwiezdny pirat;
- 2000 – Słoneczna włócznia;